# Don Brady
Don Brady (New York, 1933. május 20. – New Orleans, Louisiana, 2019. február 23.) amerikai színész.

## Filmjei
Mozifilmek
- The Baltimore Bullet (1980)
- Zandalee (1991)
- Én és a gorillám (Born to Be Wild) (1995)
- A pillangó tánca (Heaven's Prisoners) (1996)
- Lolita (1997)
- Meleg helyzet (Home of Phobia) (2004)
- Bobby Long (2004)
- The Unknown (2005)
- Ezt jól kifőztük! (Waiting...) (2005)
- Frayed (2007)
- Butterfly Dreaming (2008)
- Dögös koros kosarasok (The Hot Flashes) (2013)
- Mielőtt meghaltam (Dallas Buyers Club) (2013)
- Hateship Loveship (2013)
- 99 Otthon (99 Homes) (2014)
- A szerencse forgandó (Mississippi Grind) (2015)

Tv-filmek
- Freedom Road (1979)
- Gázolás (Hit and Run) (1999)
- A gyűrű titka (The Dead Will Tell) (2004)
- David szíve (Searching for David's Heart) (2004)
- Mágusok csatája (Now You See It...) (2005)

Tv-sorozatok
- Great Performances (1980, egy epizódban)
- The Big Easy (1996, egy epizódban)
- Lépéselőnyben (Leverage) (2010, egy epizódban)
- Piszkos csapat (Breakout Kings) (2012, egy epizódban)